# 扁形小囊螺
扁形小囊螺（学名：Microcystis perdita）为拟阿勇蛞蝓科小囊螺属的动物，是中国的特有物种。分布于北京、河北、山西、内蒙古等地，生活环境为陆地，常见于公园、古寺庙、住宅附近潮湿多腐殖质的杂草丛中以及石堆里。